# Щеглов, Виктор Нифонович
Виктор Нифонович (Нифонтович) Щеглов (1921—2000) — советский и российский учёный-юрист, доктор юридических наук, профессор.
Автор свыше 120 научных работ, в том числе 6 монографий и нескольких учебно-методических пособий.

## Биография
Родился 3 ноября 1921 года в Томске в семье Нифона Георгиевича (1895—1974) и Анны Антоновны (1900—1989) Щегловых.
В 1939 году окончил в Томске в среднюю школу № 6 и поступил в Томский индустриальный институт (ныне Томский политехнический университет). Через два месяца учёбы в вузе, был призван в ряды РККА. Сначала был курсантом полковой школы, с октября 1940 года — помощником командира стрелкового взвода 210-го мотострелкового полка 82-й мотострелковой дивизии Забайкальского военного округа, находившейся на территории Монгольской народной республики. Участник Великой Отечественной войны, прошел путь от командира стрелковой роты до адъютанта командира стрелкового батальона, а затем — помощника начальника оперативного отделения штаба 649-го стрелкового полка 210-й стрелковой Хинганской дивизии Забайкальского фронта. Также принимал участие в советско-японской войне на территории Северного Китая. В 1946 году, после демобилизации из армии вернулся в Томск.
По январь 1947 года Виктор Щеглов был стажером-следователем городской прокуратуры. В октябре 1946 года поступил в Новосибирский филиал Всесоюзного юридического заочного института (ВЮЗИ, ныне Московский государственный юридический университет), который окончил с отличием в 1950 году, получив квалификацию «юрист». По окончании вуза работал консультантом-кодификатором Управления министерства юстиции РСФСР по Томской области, затем — судебным исполнителем 2-го участка Куйбышевского района и народным судьёй 2-го участка Кировского района Томска. С ноября 1951 по ноябрь 1952 года работал инструктором отдела административных органов Томского областного комитета КПСС и одновременно преподавал теорию государства и права и гражданского процесса на юридическом факультете Томского государственного университета.
В 1951—1955 годах В. Н. Щеглов обучался в заочной аспирантуре при Всероссийском юридическом заочном институте и по её окончании защитил кандидатскую диссертацию на тему «Законность и обоснованность судебного решения». С 1 января 1954 года — старший преподаватель, с июня 1956 года — доцент, с ноября 1961 года — заведующий кафедрой гражданского права и процесса Томского университета. С 5 октября 1964 года являлся старшим научным сотрудником (докторантом) кафедры гражданского права и процесса ТГУ. В 1968 году защитил докторскую диссертацию на тему «Гражданские процессуальные правоотношения» и в апреле 1969 года был утвержден ВАК СССР в ученом звании профессора. С октября 1966 года был заведующим кафедрой, с февраля 1994 года — профессором кафедры гражданского права и процесса Томского государственного университета. С декабря 1973 по январь 1977 года занимал должность — декана юридического факультета.
Виктор Нифонович Щеглов — основатель томской научной школы по гражданскому процессу. В 1978 году в рамках советско-венгерского соглашения о культурном обмене читал лекции в Будапештском университете. Им было подготовлено более 10 кандидатов наук.
Умер 24 августа 2000 года в Томске.

## Заслуги
- Был награждён орденами Отечественной войны II степени и «Знак Почета», а также медалями, в числе которых «За боевые заслуги» (1945), «За победу над Германией в Великой Отечественной войне 1941—1945 гг.» (1945), «За победу над Японией» (1945).
- Лауреат премии Томского государственного университета (1967), удостоен медали «За заслуги перед Томским государственным университетом» (1988).
- Заслуженный деятель науки РСФСР (1981), Почётный работник высшего профессионального образования РФ (1998).